# Cristóbal de Canedo
Cristóbal de Canedo (Vizcaya, ¿? - La Paz, 1661) fue un funcionario español que ejerció como corregidor del Corregimiento de La Paz entre 1658 y 1661. Sus reformas a los impuestos provocaron una sublevación popular que le costó la vida.

## Biografía
Cristóbal de Canedo y Laredo fue nombrado Corregidor el 9 de marzo de 1658 y llegó a La Paz el 28 de septiembre del mismo año, oriundo de Vizcaya, estaba acompañado por su primo Juan de Ortega. 
Una de las más importantes medidas que asumió el nuevo corregidor fue la de elevar los impuestos a las actividades mineras que se venían realizando en zonas dentro del Corregimiento, como la recién descubierta mina de San Luis de Alba de Laicacota. Esta medida respondía a la política del virrey Diego IV de Benavides y de la Cueva que pretendía evitar la participación de gremios de comerciantes mestizos en la minería, pues competían con capitales españoles.
Canedo no sólo aumentó los impuestos a las actividades mineras, también incluyó a los artesanos para que pagasen mayores tributos. Desde inicios de 1550 la ciudad de La Paz había recibido a gran cantidad de artesanos experimentados que fueron recibidos por el corregidor Gonzalo de Valladares y Sarmiento, la economía local se vio beneficiada con la llegada de mano de obra calificada y estos artesanos, en su gran mayoría mestizos, empezaron a acumular importantes fortunas. 
La medida tributaria fue mal recibida entre la población mestiza que trató de negociar con Canedo para bajar el impuesto, Antonio Gallardo (Philinko) fue designado como representante de los mineros y artesanos mestizos. El corregidor no atendió nunca los reclamos de Gallardo.
A finales de noviembre de 1661, Gallardo se vio envuelto en un pleito callejero y Canedo tuvo la oportunidad de ordenar su arresto por perturbar el orden público, aunque lo que buscaba era desarticular el movimiento mestizo. Pero el arresto provocó todo lo contrario, la noche del 1 de diciembre de 1661 un grupo de mestizos asaltó la prisión y liberó a su líder, los artesanos se fueron reuniendo en las calles y dirigidos por Gallardo se presentaron en las puertas de la casa de gobierno. Gallardo reclamaba una audiencia con Canedo y los guardias le contestaron que el corregidor ya estaba durmiendo, entonces el gentío ataca a los guardias y logra entrar en el edificio.
Gallardo y sus principales colaboradores logran llegar a la habitación de Canedo, al encontrar al corregidor empezaron a golpearlo con palos y lo acuchillaron hasta matarlo. Juan de Ortega trató de defender a su primo pero también fue asesinado. El Alférez real Antonio Vaca Dávila organizó una defensa con los guardias de la casa de gobierno pero todos fueron masacrados.